# かえるの絵本 〜なくした記憶を求めて〜
『かえるの絵本 〜なくした記憶を求めて〜』（かえるのえほん なくしたきおくをもとめて）は、1999年10月21日にビクターインタラクティブソフトウェアより発売されたPlayStation用育成シミュレーションロールプレイングゲーム。「ファンタジック育成RPG」と銘打っている。開発元はインフィニティー。
キャラクターデザインは高田明美。絵本イラストは川崎由美子（主人公のみ、ドット絵から川崎由美子が描き起こしている）。

## 概要
「ファンタジック育成RPG」と銘打ってあるだけあって、ファンタジー色の強い作品である。パーティメンバーにできるのは、全員で13人。その内2人を選んで主人公を含めて3人のパーティでクエストを請け負う。主人公の生活は“RPGパート”と“育成パート”とに分かれており、その合間に街の人に話しかけたりして、情報を集めることもする。
- RPGパート
主に酒場で受ける依頼（クエスト）をこなしていく。仲間とともにコロナの街の外へ出かけ、冒険が繰り広げられる。
経験値を積むことができ、その経験値を各種能力値へと振りかえることによって、レベルが上がっていく。

- 育成パート
5日分のスケジュールを組むことによって、各種能力値の向上（結果として減ずることもある）や休養を取って体力の回復をさせたりする。これはコロナの街の中で行われ、主人公単独で行う。
  - 仕事
各種仕事を請け負って資金集めと各種能力値とをレベルを上げていく。資金を稼ぐことが主なので、能力値の向上は少ない。
職業によって、種類が限られている。よって、受けられない仕事もある。
  - 訓練
お金を支払って各種能力値を上げていく。“仕事”と比べると、その上がり方は大きいが、疲れやすいのが欠点。
  - 休養
診療所にて身体を休ませ、体調を回復させる。無料の“休息”と有料の“入院”とがある。入院の方が体力の回復が良い。

パーティメンバーの主人公に対する友好度を上げることもしなくてはならず、それは毎日話しかけたり朝一番に挨拶を交わしたり、一緒にパーティを組むことによってあげていく。
SP（通常はMPだが、このゲームの場合はSPと呼ばれている）を使用するものには“魔法”の他に“技能”と呼ばれるものがある。これは“その職業の得意技”程度のもの。
主人公のセリフは一切ない。主人公の考えや思いは時折ト書きで表されるのみである。それが一層、このゲームの想像の範囲を広げている。
ゲーム上の期間は、4月1日から翌年の3月31日の一年間である。途中のクエストを失敗（パーティメンバーが全滅）したとしても、一応この一年間をコロナの街で過ごすことができる。

### メインシナリオ
全部で3つ。
- 赤竜編
昔バレンシア地方を襲った凶悪な赤き竜を追う。
パラメーターの内、“レベル”が関係している

- 青竜（水竜）編
人間と友好に暮らす青き竜・水竜を求めて、各地をさまよう。
パラメーターの内、“友好度”が関係している。

- 白竜（神竜）編
強力な力で、人々を正しく幸せに導くという白き竜・神竜を探して、ある廃墟を探索する。
パラメーターの内、“名声値”が関係している。

それぞれが主人公にかけられた呪いに関連している。途中で分岐し、どれか一つを選ぶと他のシナリオには進められない。また、このメインシナリオのクエストを失敗しても、ゲームを続けることはできる（#絵本パート参照）。

### 絵本パート
回想は絵本形式である。主人公自身の回想、そして仲間（パーティメンバー）の物語についてもそれぞれ絵本ができる。中には、条件を満たさないと最後まで読めない仲間の絵本もある。仲間の絵本の題名は、各人の項目に記載している。ここでは、主人公の絵本について述べる。
- 金の絵本
メインシナリオで一番良いエンディングを迎えると、表紙が金色の絵本となる。

- 群青色の絵本
メインシナリオを無事に終えて主人公が呪いを解くことができたが、ベスト以外のエンディングとなった場合、表紙が群青色の絵本となる。

- 仲間と同じ色の絵本
メインシナリオを失敗しそのシナリオを進めなくなったとき、最終時点で特定の仲間の友好度が100に達していた場合、その仲間と同じ色の絵本となる。

- 灰色の絵本
呪いを解くのを失敗したり、各シナリオで良くない結末を迎えると、表紙が灰色となる。
この場合、主人公が人間に戻れないばかりか、かえる以外のものになってしまったりと、悲しい結末となる。

- プラチナの絵本
ベストエンドの一つ。ある特殊な条件で結末を迎えると、表紙がプラチナ色となる。これは、メインシナリオを失敗した場合にも達成することができる。

主人公の絵本の題名は、プレイヤーが自由に付けることができる。

## あらすじ
美しい小さな森の中にある池のほとりに、小さな一匹のかえるが住んでいた。そのかえるには、過去の記憶も名前もないため、他のかえるとも馴染めずいつもひとりぼっちでいた。そんなある日、ラドゥと名乗る賢者と出会い、自分が実は呪いをかけられてかえるの姿にされている人間であることを知る。ラドゥは呪いを解こうとするがその力はすざまじく、かえる自身が原因を突き止め解いていくしか方法はなかった。ラドゥによって、1年の期間人間の姿でいられるようになったかえるは、なくした記憶と呪いの手がかりを求めて冒険を開始する。

## 世界観
中世ヨーロッパを思わせる雰囲気の街並、しかし地名もキャラクターも（東洋を除いた）多種多様なもので作られている。印象は柔らかで、BGMはケルト風であり、そのことが一層“呪い”という強い負のイメージを穏やかなものにしている。
主人公が1年間住む街の名は“コロナ”といい、どうやら冒険者が集まる街のようである。そのためか、冒険者を優遇しているような印象も受ける。
以下の区画がある。

### 大通り
お店や酒場、民家が多く建ち並び、広場もある。そのため、人通りが多い。利用頻度も高い。
- 酒場
1階を通常の酒場として運用している店。冒険者が一番世話になる施設。主人公も最初に訪れる。冒険者の世話も担当しているようで、酒場の2階を冒険者用の宿にしたり、また冒険者への依頼の窓口も行っている。

- 道具屋
主人公が、自分や仲間のために道具や武器を買いそろえる店。しかし、期間によって売っている内容が変わってくる。

- 鍛冶屋
後に仲間となるロッドが営んでいる武器屋。こちらも、期間によって売られている内容が変わってくる。
ロディタイトという鉱石と交換してくれることもある。

- 広場
街の憩いの場としての人々が集まる場所。従って店も多い。占いババとカリンもここにいる。たまにミーユもいることもある（裏通りも含めて）。

- 商人ギルド
商人たちの組合の場。品物は売っていないが、月に一度ミニゲームとして籤をやっていて、商品がもらえる。

- 倉庫
コロナの街から各地へと届けられ、また届ける荷物を集めている倉庫。
ここに住んでいる1匹のネズミとは、職業によっては話せるかもしれない。

### スラム街
盗賊ギルドや安酒場などがある、少し妖しげな場所。ただし街唯一の宝飾品店もある。
- 盗賊ギルド
盗賊たちが所属するギルド。盗賊が冒険者として活躍するには、ここに所属していなければならないようである。

- スラムの酒場
安くておいしい酒と料理を提供することで評判の酒場。そのため、スラムとはいえ下町の色々な人々が集まっているようである。

- ダナの店
この街で唯一の宝飾品店。品数は少ないが、その品質とデザインで貴族にも評判が良い。

### 学術地区
魔法学院や国立研究所など、学術施設が建ち並んでいる。神殿や診療所もここにある。
- 魔法学院
マーロが通っている魔法専門の学院。多くの魔術士が在学しており、日々学生たちが修練している。

- 研究所
国立の研究機関。所長のオーウェンのもと、日々さまざまな研究が行われている。

- 図書館
所蔵している書物を、無料で貸し出ししている施設。主人公も利用することがある。

- 神殿
立派な祭壇があり、神に祈りを捧げる参拝者が絶えない神殿。

- 診療所
病人やけが人を介護したり治療したりする施設。入院設備もある。
主人公が戦闘不能になると、ここで入院することになる。

### 行政地区
行政に関わりのある、政務室や騎士団の訓練所、牢獄を始めとして、貴族の館もある。
名声値が低いと、入ることができない場所である。
- 政務室
ここで、コロナの街の政務は話し合いによって決定される。重要な施設なだけに、常に見張りの騎士が入り口にいて警護している。

- 訓練所
騎士や戦士たちが訓練を積む施設。冒険者も訓練（ミニゲーム）を受けることができる。

- 牢獄
罪を犯したものが閉じ込められる施設。国の管轄で、常に見張りが立てられている。ここで面白い噂を聞くこともあるかもしれない。

- 貴族の館
貴族でありコロナの街一番の金持ちであるダルトンの館。
ここで能力値の一つ“敏捷”の訓練である「もぐら叩き」をすることもできる。

- 高級酒場
貴族や政務室に出入りできるなど、比較的身分の高い人間が利用する、格式高い高級レストラン。料理と酒の質もさることながら、主人のサラの美貌も評判である。

### 街の外
コロナの街の外にある森にある区画。
- ラドゥの神殿
偉大なる賢者ラドゥの神殿。

- ユーンの森
エルフ族のユーンが住んでいる森。エルフの村のすぐ傍にある。

- ラケルの部屋
人里離れた場所にある、ラケルの家。緑も動物も多い場所のようである。

## 登場人物

### 主人公
男女どちらかを開始時に選べる。またそれと同時に、名前もプレイヤーが自由に決めることができる。ただしひらがな、カタカナ、アルファベットのみ。漢字は使えない。名前は自動決定を使って決めることもできる。
また、職業も次の10種類から選べる。
- 戦士
屈強な肉体ち、力を中心にバランスの良い物理攻撃型になる。重い鎧や武器を持つことができる。魔法は使えないが、技能はそこそこ使える。HPも高い。

- 魔術士
攻撃魔法の専門家で知識と魔の上がりが高く、特に知識は全職業で一番高い。高度な攻撃魔法を使うことができる。そのため戦闘では活躍するが、HPは低く、筋力は最弱。防御は高くないので、攻撃を受け続けると危ない。

- モンク
神に仕える戦士。故に武器は使用できないが、手の保護のためかグローブ状のものは装備できる。HPは高めで防御や回復の魔法、それに技能を覚えられるので、戦闘で活躍することができる。防御力そのものは低めだが、力だけなら戦士よりも高い。

- 吟遊詩人
歌を生業とし、諸国を回っている。呪歌という特殊な魔法を使うことができ、技能も幅広く覚えられるので、冒険には役立つが、戦闘そのものは得意ではない。ステータスのバランスが微妙に物理系であり、装備可能な武器は剣。

- 精霊使い
精霊の力を借りて魔法を使う。飛び抜けたステータスは無いが、魔力、直感、反応の3つがバランス良く高く、攻撃と回復の両方の魔法を使える。HPと防御力も魔術士よりは僅かに高い。戦闘では決定打が欠けるもののの、器用に立ち回れる。

- 盗賊
身のこなしが軽く、敏捷性は全職業で一番高い。手先も器用で、技能を多く習得する。特に解錠や綱渡り、ワナ解除は役に立つ。基本的に戦闘力はそれほど高くないが、主人公をこの職業にした場合一部の弓や剣も装備できる。このゲームの戦闘はターン制ではなく、行動ゲージが溜まったら行動順が回ってくるため、他の職よりも行動回数が多くなる。

- 神官
その名の通り、神に仕える職業。魔法を多く習得するが、魔術士との違いはその多くが回復や防御のもので、攻撃魔法は2つしか覚えない。もっぱら補助役だが、実は魔法系職業のなかでは屈指の物理攻撃力を誇る。

- 魔法戦士
魔法の知識を持つ戦士。戦士ほど重い鎧や強力な武器は持てないが、複数攻撃が可能な魔法や技能も多く習得する。能力値は平均的なので、中途半端になりがちだが、きちんと使えば戦闘にも補助にも幅広く活躍することができる。

- レンジャー
森の中で生計をたてるという性質上、弓を装備して戦う。戦闘での活躍は盗賊を凌ぎ、技能も多く習得する。弓は空中の敵にも攻撃できる。レベル8になると強力な回復魔法を使うことができる。

- ナイト
国に仕える戦士。戦士と同様、重い鎧を装備することができる。主な武器は槍。基本的に魔法や技能は不得手だが、回復魔法を少し覚える。

### パーティメンバー（仲間）
#概要にもあるように、13人いる内1回のイベントで連れて行けるのは2人である。
- アルター・グレイ
年齢20歳。男性。職業は戦士。身長は178cm
自称「コロナの街一番の戦士」。実際に熱血漢で正義感が強いためか、人々からは慕われていて、特に子供には人気が高い。女性好きでフェミニストも自称しており、女主人公だとしばしばアプローチに近い台詞が飛び出す。快活で気さくな性格であるが、がさつであるためあまりもてない。根っからの冒険好きで、いつも酒場にいて依頼を待っている。マーロとは親友。しかし初対面の時、彼を女の子と勘違いしてナンパして、ひどい目に遭っている。
主人公が酒場にやってきた時から、彼と付き合いが始まる。
彼に関するクエストをクリアすると、「緋色の絵本」を読むことができる。

- マーロ・フォンテ
年齢15歳。男性。職業は魔術士。身長は165cm。
コロナの街の魔法学院に通う、天才肌の魔術士。見習いとはいえ、その才能は先生たちにも一目置かれている。その分、他者ができないこともやすやすと習得してしまうため、プライドが高くなっている。華奢で美形のため、女の子とよく間違えられるためか、大人ぶった発言や行動が多い。しかし子供っぽい一面ものぞかせている。
主人公が酒場にやってきた時から、彼と付き合いが始まる。
彼に関するクエストをクリアすると、「瑠璃色の絵本」を読むことができる。

- ルー
年齢19歳。女性。職業は盗賊。身長は155cm。
コロナの街のスラム街にある盗賊ギルドに所属しているお転婆な美少女。元・伝説の大盗賊、現在はスラムの酒場のマスターであるマノンの娘。陽気でさっぱりした性格で、裏表のない楽天家。男主人公の場合はヒロイン（恋愛相手）、女主人公の場合は親友というスタンスで捉えられることが多い。訳あって家を出て、今は猫のルビィと気ままな2人暮らしをしている。
4月半ば頃に盗賊ギルドへ行って彼女から自己紹介を受けると、付き合いが始まる。基本は盗賊ギルドにいるが、条件を満たすとスラムの酒場にも現れるようになる。
彼女に関するクエストをクリアすると、「杏色の絵本」を読むことができる。

- シェリク・ニー
年齢23歳。男性。職業はモンク。身長は174cm。
コロナの街の神殿で、司祭のティアヌの手伝いをしつつ神に仕えている。モンクになったのも、ティアヌを護るためである。温厚で誠実、几帳面で折り目正しい性格。そして誰にでも優しいが真面目すぎて堅物の印象も受けることがある。
物語の最初から、神殿に行くと会うことができ、それ以降付き合いが始まる。
彼に関するクエストをクリアすると、「青磁色の絵本」を読むことができる。

- カリン・カレリナ・ル・オルフォス
年齢14歳。女性。職業は精霊使い。身長は132cm。
コロナの街の広場にいる占いババに幼い頃拾われて育てられた少女。生まれつき精霊と心を通わせることができる能力を持っている。素直で大人しめの性格で、丁寧で柔らかめの言い回しが多い。実はダークエルフに滅ぼされたさる魔法王国の王女である。だが、本人はそのことを知らない。
物語の最初から広場に行くと会うことができるが、仲間となるのは4月半ば以降。職業によっては初期好感度がアルターなど初期メンバー並の状態からのスタートとなる。
彼女に関するクエストをクリアすると、「撫子色の絵本」を読むことができる。

- デューイ・K（カイ）・リデル
年齢18歳。男性。職業はナイト。身長は182cm。
王国の騎士団の隊長を務めている美青年。槍の使い手として一流の腕をもち、騎士団ではトップを争うほどである。誠実で温厚、加えて責任感が強い性格で、コロナの人々からの信頼も厚い。その性格と容貌とで女性からも人気が高い。研究所にいるレラの弟。
物語の最初から、政務室に行くと会うことができるが、仲間となるのは9月後半以降。
彼に関するクエストをクリアすると、「浅葱色の絵本」を読むことができる。

- ミーユ・フォーチュン
年齢自称28歳。男性。職業は吟遊詩人。身長は182cm。
出生も生い立ちも、全てが謎に包まれている男。性格は冷静沈着で物腰は穏やかだが、感情を滅多に出さず本音を語らないため、何を考えているのか分からなくすらある。しかし判断力は確かで、その判断には間違いがない。吟遊詩人ながら剣術もたしなんでいる。ラドゥとも知り合い。日頃目を閉じていることも多いが、オッドアイであることがわかる。
物語の最初から出会えるが、仲間となるのは8月の半ば頃。しかしコロナの街だけでなくラドゥの神殿までにも現れ、その出現度がランダムであること、初期好感度が低いもあり、好感度はなかなか上がらない。
彼に関するクエストをクリアすると、「亜麻色の絵本」を読むことができる。

- リュッタ
年齢不詳。職業は遊び人（？）。身長は120cm。
ホビット族の子供で、吟遊詩人に憧れている。自称「ミーユの一番弟子」。たいへんに陽気な性格で、明るく人なつこく、悲しいことが大嫌い。またたいへんなマイペースで、戦闘中にいなくなることも。お菓子が大好きで、酒場を始め食べ物のある場所によくいる。時には、貴族のダルトンのところにも遊びに行っていることも。
物語の最初から出会え、そしてその時から仲間となる。
彼（？）に関するクエストをクリアすると、「山吹色の絵本」を読むことができる。

- ユーン
年齢18歳（外見上）。女性。職業は魔法戦士。身長は158cm。
森にあるエルフの村に住むエルフ族の少女。ふとしたことから人間嫌いになったが、主人公とその仲間のおかげでそれが治ってきた。意思が強く優しい性格だが、少しお姉さんぶることも。これも面倒見がよく細やかな部分に気が付くため。人間嫌いな割に初期好感度は高め。
6月半ば頃に彼女に関するクエストを受けることから出会い、それをクリアすると仲間となる。
彼女に関するクエストをクリアすると、「萌木色の絵本」を読むことができる。

- ラケル
年齢13歳。男性。職業はレンジャー。身長は147cm。
人間とエルフとの間に産まれたハーフエルフ。あることがきっかけで人間嫌いになり、人里離れた森の奥に住んでいる。病気の母と二人暮らしで、森の動物たちとも仲が良い。素直に感情を表さないが、根は寂しがりや。友人はエルフのユーンのみ。主人公とその仲間のおかげで、あることに対する誤解が解ける。
7月後半頃に彼に関するクエストを受けることから出会い、それをクリアすると仲間となる。
彼に関するクエストをクリアすると、「翠色の絵本」を読むことができる。

- レティル（レンフレーテ・アストニシア）
年齢22歳。女性。職業は剣士。身長は171cm。
元は貴族の生まれ。しかし放浪の剣士となり、幼なじみで、かつて故郷バレンシアの街を赤き竜から救ったレオンの行方を探しに、コロナの街へやってきた。剣の腕も一流である。元貴族のお嬢様ではあるが、性格は姉御肌でさっぱりとしていて前向き。純粋で一途である。
6月半ばにコロナの街へやってきて酒場の主人公の隣の部屋を宿とする。仲間となるのはその2〜3日後。
“赤竜編”には欠かせない人物で、彼女と関わるクエストをこなすと“赤竜編”のシナリオとなる。
彼女に関するクエストをクリアすると、「薔薇色の絵本」を読むことができる。ただし、幼なじみのレオンを生存させておくことが条件。

- レラ・L（レル）・リデル
年齢25歳。女性。職業は本職は神官だが、学者でもある。身長は172cm。
国立研究所の所長オーウェンの助手として研究所に勤める。人間に幸せをもたらすという白き竜・神竜の研究に没頭している。たいへんに頭脳明晰で冷静なため冷たい印象を与えがちだが、困っている人を放っておけない優しさをもっている。ただしその優しさは、あまりにもさりげないために気付かれないことも多い。騎士団の隊長のデューイの姉。
物語の最初から、研究室に行くと会うことができるが、仲間となるのは9月後半以降。
“白竜（神竜）編”には欠かせない人物で、彼女と関わるクエストをこなすと“白竜編”のシナリオとなる。
彼女に関するクエストをクリアすると、「紫苑色の絵本」を読むことができる。ただし、神竜に彼女を会わせることが条件。

- ロッド・ガラハウ
年齢56歳。男性。職業は戦士。身長は126cm。
ドワーフ族の鍛冶の名工。修行のため、武器屋も営んでいる。酒好きで豪快な性格だが、職人気質の頑固さもある。かつて冒険者であり、今は一応は引退しているが、助手が成長してきた後半は主人公に付き合って冒険に一緒に行ってくれるようになる。
物語の最初から、鍛冶屋に行けば会えるが、仲間となるのは11月前半以降。
“青竜（水竜）編”には欠かせない人物で、彼と関わるクエストをこなすと“水竜編”のシナリオとなる。
彼に関するクエストをクリアすると、「琥珀色の絵本」を読むことができる。ただし、彼のかつての冒険仲間のリンを助けさせ、シェスナの街の水門を開けることが条件。

### その他
- かえる
主人公が宿泊して生活をすることになった酒場の宿の部屋にいたかえる。主人公がコロナの町にやってきて、最初の友人となる。
プレイヤーへのアドバイザーの役割も果たしていて、イベントが近くなると教えてくれたり、また何もない時でも話し相手になってくれたりする。

- ラドゥ
森の神殿に住んでいる偉大な賢者。物語上、特に多くは触れられていないが、かなり強力な力を持っている模様。普段は、神殿内でひっそりと静かに暮らしている。ミーユとも知り合い。

- レオン
赤竜編に登場。
昔、赤き竜がバレンシア地方を襲った時に討伐に出立した男性。故郷では今も英雄と語り継がれているが、死んだ者とされているようだ。実際は今も生きていて、ある目的でコロナの街へと来た。

- リン
青竜編に登場。
ロッドが冒険者をやっていた時、一緒に冒険に行っていた女性。あるきっかけで自身は冒険をやめてしまったが、水源を求めてシェスナ地方に来たところを、主人公たちと会う。

- セルディア，サフェル
白竜編に登場。主人公が男性だと“セルディア”という女性に、女性だと“サフェル”という男性となる。
主人公たちが訪れた、ある廃墟で出会う人物。

- マスター
主人公が最初に訪れるコロナの施設・酒場のマスター。たいへんに面倒見が良い。

- ビル
武器や道具を扱っている道具屋の店主。真面目な好青年。近くの街に叔父夫婦が住んでいる。

- 占いババ
カリンの育ての親で、コロナの街の広場でテントを張って占いをしている人物。
主人公と他の仲間との相性（友好度）を占ってくれる。

- ロベルト
商人ギルドを取り仕切っている人物。

- サム
街の倉庫の管理人。彼から依頼を受けることもある。
主人公も、時折ここで荷物整理の仕事をすることがある（育成パートの仕事）。

- アッシュ
盗賊ギルドの責任者。
主人公には、能力値の一つ“器用さ”を指導してくれる。

- マノン
スラムの酒場のマスターで、ルーの父親。今は引退しているが、伝説の盗賊でもあった。

- ダナ
コロナの街唯一の宝飾品店の主人。彼女はその才覚で店をうまく切り盛りしている。

- スタット
魔法学院の院長で、マーロの叔父。
能力値の一つ“魔力”の訓練をしてくれる。

- オーウェン
国立研究所の所長。レナの研究対象には快く思っていないようだが、その熱心さには一目置いている。

- シャルル
図書館の司書。図書館で読みたい本があったら彼に訊ねると調べてくれる。
能力値の一つ“知力”の訓練をしてくれる。

- ティアヌ
神殿の最高責任者である司祭。美貌の未亡人である。参拝者たちからの信頼も厚い。

- クリス
司祭見習いの少年。シェリクとも仲がよく、一緒にティアヌの手伝いをしながら、奉仕活動をしている。

- アエリア
診療所で医師と看護師を兼任している女性。その献身的な看護は、コロナの街でも評判が良い。
しかし、その優しげな表情とは裏腹に、厳しい“筋力”の訓練を主人公に課す。

- レーナエ
政務室の責任者。このゲーム内では一番の不平等論者の悪役だが、敵というわけではない。

- ユリア
レーナエの姪。レーナエとは違い、可愛らしく優しい性格である。コロナの街一番の力持ちかもしれない。

- ヴィルト
訓練所の指導者。その厳しさから“鬼教官”との異名を取る。
主人公には、能力値の“体力”と“直感”の訓練の相手をしてくれる。

- ダルトン
貴族で、コロナの街一番の金持ち。常に気品に満ちあふれている。とても気さくな人物で、出自の知れない主人公にも仲良くしてくれる。特にお菓子好きという共通項があるからか、リュッタとも気が合うようで、よくお茶会を開いている。

- サラ
高級酒場を経営している女性。非常な美貌で評判である。
主人公も、時折ここで給仕の仕事をすることがある（育成パートの仕事）。